# Комарівка (Переяслав-Хмельницький район)
Комарівка — колишнє село, входило до складу Переяслав-Хмельницького району Київської області. Зникло у зв'язку із затопленням водами Канівського водосховища

## З історії

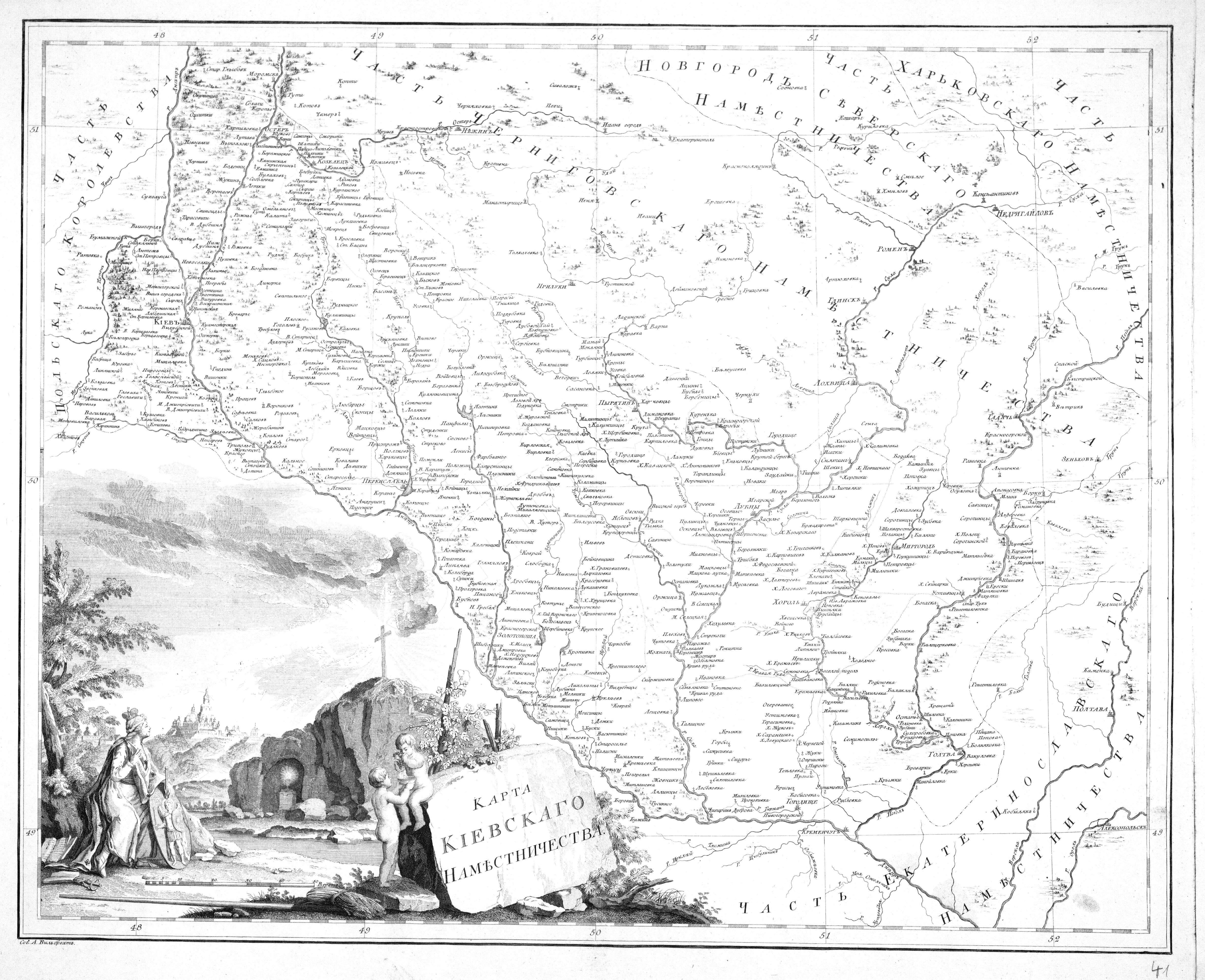
Карта Київського намісництва на якій також відображено Комарівку у складі Переяславського повіту, 1792 р.

За часів Гетьманщини Комарівка належала до Другої Переяславської сотні Переяславського полку Війська Запорозького. 
За описом Київського намісництва 1781 року село відносилось до Переяславського повіту цього намісництва, і у ньому нараховувалось 89 хат козаків підпомічників, посполитих, різночинських і козацьких підсусідків.
За книгою Київського намісництва 1787 року у селі проживало 266 душ. Було у володінні різного звання «казених людей», козаків і власників — надвірного радника Семена Сулими, полковника Андрея і ад'ютанта Олександра Іваненків.
З ліквідацією Київського намісництва село, у складі Переяславського повіту перейшло до складу Полтавської губернії.
На кінець ХІХ ст. Комарівка увійшла у Хоцьківську волость Переяславського повіту. На той час у селі проживало 366 осіб.
У 1930 році в селі Комарівка (разом з х. Безбородковим і Казенним) проживало 1533 чол.
Загальна кількість померлих під час Голодомору, занесених до сільрадівської книги запису актів про смерть — 264 особи. З них у 1932 році 61 чол. і в 1933 році — 203 чол.
У лютому 1960 року сільські ради Городища, Комарівки і Хоцьок Переяслав Хмельницького району були об'єднані в одну  — Хоцьківську сільраду.
У квітні 1972 року рішенням виконавчого комітету Київської обласної ради депутатів трудящих №191 «Про зміни в адміністративнотериторіальному поділі деяких районів області» села Борок і Комарівка Хоцьківської сільради Переяслав-Хмельницького району були виключені з облікових даних «у зв’язку з переселенням жителів». Дані села були затоплені Канівським водосховищем. Частина жителів Комарівки переселилася до Черкаської області, а частина — до села Хоцьки.